# Juan Carlos Scelza
Juan Carlos Scelza (Montevideo, 9 de noviembre de 1963) es un periodista deportivo uruguayo. Desde 1999 es el comentarista principal de los partidos de fútbol, del Campeonato Uruguayo de Primera División televisados en directo por VTV, bajo la producción de la empresa Tenfield. Además, es columnista deportivo en VTV Noticias.

## Trayectoria
Estudió en el colegio privado Elbio Fernández. Fueron sus inicios en 1981 que trabajó en radio y luego en 1983 hizo su primera aparición en televisión, con el clásico programa deportivo de la historia de la TV uruguaya Estadio Uno, conducido por Julio Sánchez Padilla. Además, en 1996, participó en la realización del libro La Gran Enciclopedia del Fútbol Mundial.
Durante su carrera en radio, trabajo entre 1981 y 1985 en CX4 Radio Rural; luego en 1985 se trasladó a Radio Oriental, donde se inició como relator de fútbol. En 1992, paso a comentar fútbol pero esta vez en Radio Oriental y luego en 1994, realizó la misma tarea pero en Radio Carve. En 2000, gracias a la empresa Tenfield, pasó a formar parte del programa radial Pasión Tenfield en CX18 Radio Sarandí Sport. Actualmente y desde 2012, es el encargado de las noticias deportivas en el programa Pisando Fuerte de Metrópolis FM 104.9 hasta fin de julio de 2016.
Durante su carrera en televisión, debutó en 1983 en el panel de Estadio Uno de Canal 4. Entre 1985 a 1993, fue columnista y relator en Canal 4. En 1994, pasó a Canal 10, transformándose en panelista de Deporte Total, programa deportivo conducido por Carlos Muñoz, en ese mismo año pasó a ser integrante del informativo Subrayado. En 2003, con los cambios en la producción, le tocó formar parte del nuevo programa deportivo llamado Punto penal (programa que también condujo Carlos Muñoz), allí se mantuvo como conductor hasta diciembre de 2005 cuando se desvinculó del mismo. En 2006, fue el conductor del programa de preguntas y respuestas Locos por Saber del mismo canal. En marzo de 2008 dejó el noticiero Subrayado, dando así su última aparición en los canales de aire para dedicarse solamente a la televisión por cable y satelital. 
Durante su carrera en Tenfield, desde 1999, es comentarista de fútbol en partidos que emite la misma. En 2005, presentó el programa Recuerdos el cual trataba de recordarnos viejos partidos del fútbol local. Desde 2011, realiza el programa Fanáticos con entrevistas a famosos reconocidos deportistas de todo el mundo. Además, trabaja como comentarista en la cadena Gol TV.
En 2003 se publicó su primer libro, titulado Fanáticos.  Junto a Rodrigo Romano, conformó la dupla de relator comentarista principal del fútbol local, donde surgió su apodo: «JC». Scelza está casado y es padre de dos hijas. Tras la desvinculación de Rodrigo Romano de la empresa Tenfield en 2019, Alberto Sonsol fue el relator y miembro de la dupla relator-comentarista junto a Scelza. Tras el fallecimiento de Alberto Sonsol en marzo de 2021, Tenfield ha rotado en sus relatores principales, por lo que Scelza ha hecho dupla con diferentes periodistas, entre los que se encuentran el propio hijo de Sonsol Alejandro "Lali" Sonsol, Javier Díaz, Diego Jokas, Jorge Sanguinetti, entre otros.

## Libro
- 2003, Fanáticos.
- 2024, Los mundiales que viví.